# Elizabethöarna

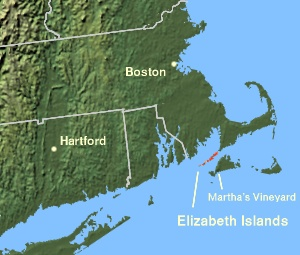
Elizabethöarna och Martha's Vineyard utanför Massachusetts kust.

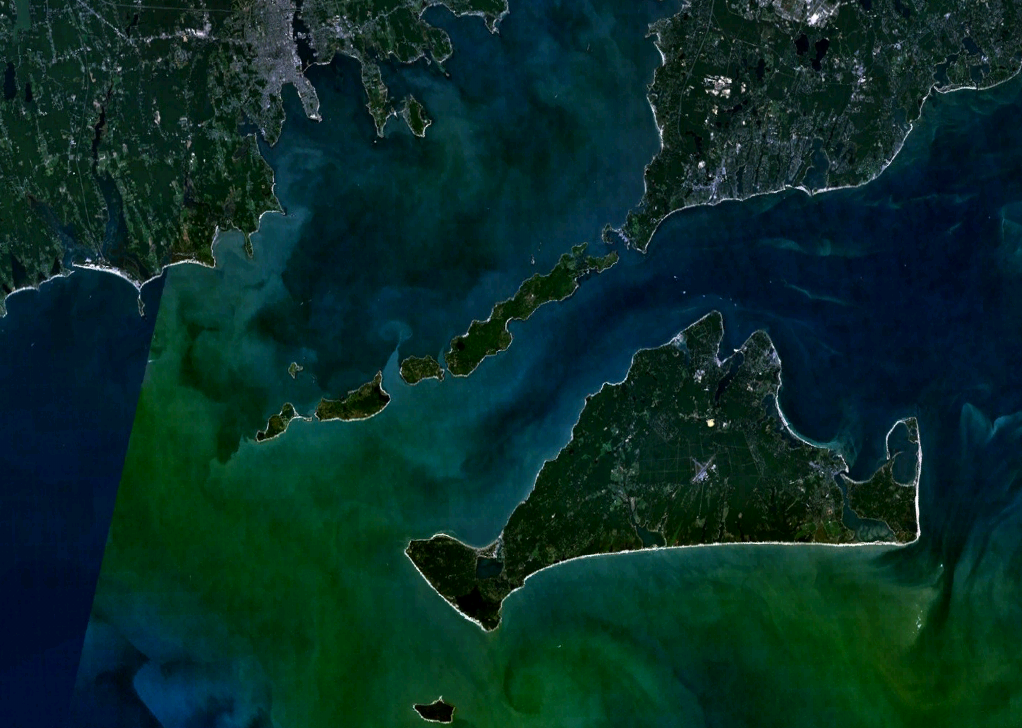
Satellitbild av Elizabethöarnaoch Martha's Vineyard.

Elizabethöarna (engelska: Elizabeth Islands) är en ögrupp vid Cape Cods sydkust i delstaten Massachusetts i USA. Alla öarna är privatägda och tillhör familjen Forbes utom Cuttyhunk och Penikese, som även är tillgängliga för turister.

## Historia
Öarna upptäcktes för västvärlden av Bartholomew Gosnold 1602. Öarna bar då namn givna av ursprungsbefolkningen. 1641 gjorde England anspspråk på öarna, och döpte om dem efter sin tidigare drottning Elisabet.

### Fotnoter
1. 1 2  ”The Elizabeth Islands” (på engelska). USA Today. Arkiverad från originalet den 1 maj 2015. https://web.archive.org/web/20150501153749/http://traveltips.usatoday.com/elizabeth-islands-107534.html. Läst 13 augusti 2015.